# WTA Linz

Logo bis 2016

Das WTA Linz (offiziell: Upper Austria Ladies Linz) ist ein Damen-Tennisturnier der WTA Tour, das in der oberösterreichischen Stadt Linz stattfindet.

## Geschichte
Ab Beginn 1991 wurde zunächst im Februar gespielt, 1999 erfolgte die Verschiebung im Turnierkalender in den Monat Oktober. Seit 2001 wird nicht mehr auf Teppichböden, sondern auf Hartplätzen gespielt. Seit 2023 findet es wieder im Februar statt. Ab 2024 wird das Turnier von einem der Kategorie 250 zu einem der Kategorie 500 aufgewertet.
Spielstätte des Turniers war von 2000 bis 2002 das Design Center Linz. Ab 2003 bis 2022 fand das Turnier in der TipsArena Linz statt und seit 2023 spielt man erneut im Design Center Linz.

## Turnierübersicht
| Jahr | Offizielle Turnierbezeichnung             | Kategorie     | Belag     | Preisgeld   |
| ---- | ----------------------------------------- | ------------- | --------- | ----------- |
| 1991 | Austrian Tennis Grand Prix                | Tier V        | Teppich   | $ 100.000   |
| 1992 | International Austrian Indoor Champ’s     | Tier V        | Teppich   | $ 100.000   |
| 1993 | International Austrian Indoor Champ’s     | Tier III      | Teppich   | $ 150.000   |
| 1994 | EA-Generali Ladies                        | Tier III      | Teppich   | $ 150.000   |
| 1995 | EA-Generali Ladies                        | Tier III      | Teppich   | $ 161.250   |
| 1996 | EA-Generali Ladies                        | Tier III      | Teppich   | $ 164.250   |
| 1997 | EA-Generali Austrian Open                 | Tier III      | Teppich   | $ 164.250   |
| 1998 | Generali Ladies Tennis Grand Prix         | Tier II       | Teppich   | $ 450.000   |
| 1999 | Generali Ladies Linz                      | Tier II       | Teppich   | $ 520.000   |
| 2000 | Generali Ladies/Creditanstalt             | Tier II       | Teppich   | $ 535.000   |
| 2001 | Generali Ladies Linz                      | Tier II       | Hartplatz | $ 565.000   |
| 2002 | Generali Ladies Linz                      | Tier II       | Hartplatz | $ 585.000   |
| 2003 | Generali Ladies Linz                      | Tier II       | Hartplatz | $ 585.000   |
| 2004 | Generali Ladies Linz                      | Tier II       | Hartplatz | $ 585.000   |
| 2005 | Generali Ladies Raiffeisenlandesbank Linz | Tier II       | Hartplatz | $ 585.000   |
| 2006 | Generali Ladies Raiffeisenlandesbank Linz | Tier II       | Hartplatz | $ 600.000   |
| 2007 | Generali Ladies Raiffeisenlandesbank Linz | Tier II       | Hartplatz | $ 600.000   |
| 2008 | Generali Ladies Raiffeisenlandesbank Linz | Tier II       | Hartplatz | $ 600.000   |
| 2009 | Generali Ladies Linz                      | International | Hartplatz | $ 220.000   |
| 2010 | Generali Ladies Linz                      | International | Hartplatz | $ 220.000   |
| 2011 | Generali Ladies Linz                      | International | Hartplatz | $ 220.000   |
| 2012 | Generali Ladies Linz                      | International | Hartplatz | $ 220.000   |
| 2013 | Generali Ladies Linz                      | International | Hartplatz | $ 235.000   |
| 2014 | Generali Ladies Linz                      | International | Hartplatz | $ 250.000   |
| 2015 | Generali Ladies Linz                      | International | Hartplatz | $ 250.000   |
| 2016 | Generali Ladies Linz                      | International | Hartplatz | $ 250.000   |
| 2017 | Upper Austria Ladies Linz                 | International | Hartplatz | $ 250.000   |
| 2018 | Upper Austria Ladies Linz                 | International | Hartplatz | $ 250.000   |
| 2019 | Upper Austria Ladies Linz                 | International | Hartplatz | $ 250.000   |
| 2020 | Upper Austria Ladies Linz                 | International | Hartplatz | $ 225.500   |
| 2021 | Upper Austria Ladies Linz                 | WTA 250       | Hartplatz | € 189.708   |
| 2023 | Upper Austria Ladies Linz                 | WTA 250       | Hartplatz | € 225.480   |
| 2024 | Upper Austria Ladies Linz                 | WTA 500       | Hartplatz | $ 922.573   |
| 2025 | Upper Austria Ladies Linz                 | WTA 500       | Hartplatz | $ 1.064.510 |

## Siegerliste

### Einzel
Manuela Maleeva, Sabine Appelmans, Jana Novotná, Lindsay Davenport und Ana Ivanović konnten bislang das Turnier je zweimal gewinnen. Nadja Petrowa, Patty Schnyder, Ana Ivanović und Jekaterina Alexandrowa standen am häufigsten im Finale (insgesamt dreimal).
| Jahr                         | Siegerin                     | Finalgegnerin          | Ergebnis         |
| ---------------------------- | ---------------------------- | ---------------------- | ---------------- |
| ↓ Kategorie: Tier V ↓        |                              |                        |                  |
| 1991                         | Manuela Maleeva-Fragnière    | Petra Langrová         | 6:4, 7:6         |
| 1992                         | Natalija Medwedjewa          | Pascale Paradis-Mangon | 6:4, 6:2         |
| ↓ Kategorie: Tier III ↓      |                              |                        |                  |
| 1993                         | Manuela Maleeva-Fragnière    | Conchita Martínez      | 6:2, 1:0 Aufgabe |
| 1994                         | Sabine Appelmans             | Meike Babel            | 6:1, 4:6, 7:6    |
| 1995                         | Jana Novotná                 | Barbara Rittner        | 6:7, 6:3, 6:4    |
| 1996                         | Sabine Appelmans             | Julie Halard-Decugis   | 6:2, 6:4         |
| 1997                         | Chanda Rubin                 | Karina Habšudová       | 6:4, 6:2         |
| ↓ Kategorie: Tier II ↓       |                              |                        |                  |
| 1998                         | Jana Novotná                 | Dominique Van Roost    | 6:1, 7:6         |
| 1999                         | Mary Pierce                  | Sandrine Testud        | 7:6, 6:1         |
| 2000                         | Lindsay Davenport            | Venus Williams         | 6:4, 3:6, 6:2    |
| 2001                         | Lindsay Davenport            | Jelena Dokić           | 6:4, 6:1         |
| 2002                         | Justine Henin                | Alexandra Stevenson    | 6:3, 6:0         |
| 2003                         | Ai Sugiyama                  | Nadja Petrowa          | 7:5, 6:4         |
| 2004                         | Amélie Mauresmo              | Jelena Bowina          | 6:2, 6:0         |
| 2005                         | Nadja Petrowa                | Patty Schnyder         | 4:6, 6:3, 6:1    |
| 2006                         | Marija Scharapowa            | Nadja Petrowa          | 7:5, 6:2         |
| 2007                         | Daniela Hantuchová           | Patty Schnyder         | 6:4, 6:2         |
| 2008                         | Ana Ivanović                 | Wera Swonarjowa        | 6:2, 6:1         |
| ↓ Kategorie: International ↓ |                              |                        |                  |
| 2009                         | Yanina Wickmayer             | Petra Kvitová          | 6:3, 6:4         |
| 2010                         | Ana Ivanović                 | Patty Schnyder         | 6:1, 6:2         |
| 2011                         | Petra Kvitová                | Dominika Cibulková     | 6:4, 6:1         |
| 2012                         | Wiktoryja Asaranka           | Julia Görges           | 6:3, 6:4         |
| 2013                         | Angelique Kerber             | Ana Ivanović           | 6:4, 7:66        |
| 2014                         | Karolína Plíšková            | Camila Giorgi          | 6:74, 6:3, 7:64  |
| 2015                         | Anastassija Pawljutschenkowa | Anna-Lena Friedsam     | 6:4, 6:3         |
| 2016                         | Dominika Cibulková           | Viktorija Golubic      | 6:3, 7:5         |
| 2017                         | Barbora Strýcová             | Magdaléna Rybáriková   | 6:4, 6:1         |
| 2018                         | Camila Giorgi                | Jekaterina Alexandrowa | 6:3, 6:1         |
| 2019                         | Cori Gauff                   | Jeļena Ostapenko       | 6:3, 1:6, 6:2    |
| 2020                         | Aryna Sabalenka              | Elise Mertens          | 7:5, 6:2         |
| ↓ Kategorie: 250 ↓           |                              |                        |                  |
| 2021                         | Alison Riske                 | Jaqueline Cristian     | 2:6, 6:2, 7:5    |
| 2023                         | Anastassija Potapowa         | Petra Martić           | 6:3, 6:1         |
| ↓ Kategorie: 500 ↓           |                              |                        |                  |
| 2024                         | Jeļena Ostapenko             | Jekaterina Alexandrowa | 6:2, 6:3         |
| 2025                         | Jekaterina Alexandrowa       | Dajana Jastremska      | 6:2, 3:6, 7:5    |

### Doppel
| Jahr                         | Siegerinnen                                | Finalgegnerinnen                        | Ergebnis          |
| ---------------------------- | ------------------------------------------ | --------------------------------------- | ----------------- |
| ↓ Kategorie: Tier V ↓        |                                            |                                         |                   |
| 1991                         | Manuela Maleeva-Fragnière Raffaella Reggi  | Petra Langrová Radka Zrubáková          | 6:4, 1:6, 6:3     |
| 1992                         | Monique Kiene Miriam Oremans               | Claudia Porwik Raffaella Reggi Concato  | 6:4, 6:2          |
| ↓ Kategorie: Tier III ↓      |                                            |                                         |                   |
| 1993                         | Jewgenija Manjukowa Leila Mes’chi          | Conchita Martínez Judith Wiesner        | kampflos          |
| 1994                         | Jewgenija Manjukowa Leila Mes’chi          | Åsa Carlsson Caroline Schneider         | 6:2, 6:2          |
| 1995                         | Meredith McGrath Nathalie Tauziat          | Iva Majoli Petra Schwarz-Ritter         | 6:1, 6:2          |
| 1996                         | Manon Bollegraf Meredith McGrath           | Rennae Stubbs Helena Suková             | 6:4, 6:4          |
| 1997                         | Alexandra Fusai Nathalie Tauziat           | Eva Melicharová Helena Vildová          | 4:6, 6:3, 6:1     |
| ↓ Kategorie: Tier II ↓       |                                            |                                         |                   |
| 1998                         | Alexandra Fusai Nathalie Tauziat           | Anna Kurnikowa Larisa Neiland           | 6:3, 3:6, 6:4     |
| 1999                         | Irina Spîrlea Caroline Vis                 | Tina Križan Larisa Neiland              | 6:4, 6:3          |
| 2000                         | Amélie Mauresmo ' Chanda Rubin             | Ai Sugiyama Nathalie Tauziat            | 6:4, 6:4          |
| 2001                         | Jelena Dokić Nadja Petrowa                 | Els Callens Chanda Rubin                | 6:1, 6:4          |
| 2002                         | Jelena Dokić Nadja Petrowa                 | Rika Fujiwara Ai Sugiyama               | 6:3, 6:2          |
| 2003                         | Liezel Huber Ai Sugiyama                   | Marion Bartoli Silvia Farina Elia       | 6:1, 7:6          |
| 2004                         | Janette Husárová Jelena Lichowzewa         | Nathalie Dechy Patty Schnyder           | 6:2, 7:5          |
| 2005                         | Gisela Dulko Květa Peschke                 | Conchita Martínez Virginia Ruano        | 6:2, 6:3          |
| 2006                         | Lisa Raymond Samantha Stosur               | Corina Morariu Katarina Srebotnik       | 6:3, 6:0          |
| 2007                         | Cara Black Liezel Huber                    | Katarina Srebotnik Ai Sugiyama          | 6:2, 3:6, [10:8]  |
| 2008                         | Katarina Srebotnik Ai Sugiyama             | Cara Black Liezel Huber                 | 6:4, 7:5          |
| ↓ Kategorie: International ↓ |                                            |                                         |                   |
| 2009                         | Anna-Lena Grönefeld Katarina Srebotnik     | Klaudia Jans Alicja Rosolska            | 6:1, 6:4          |
| 2010                         | Renata Voráčová Barbora Záhlavová-Strýcová | Květa Peschke Katarina Srebotnik        | 7:5, 7:6          |
| 2011                         | Marina Eraković Jelena Wesnina             | Julia Görges Anna-Lena Grönefeld        | 7:5, 6:1          |
| 2012                         | Anna-Lena Grönefeld Květa Peschke          | Julia Görges Barbora Záhlavová-Strýcová | 6:3, 6:4          |
| 2013                         | Karolína Plíšková Kristýna Plíšková        | Gabriela Dabrowski Alicja Rosolska      | 7:66, 6:4         |
| 2014                         | Ioana Raluca Olaru Anna Tatischwili        | Annika Beck Caroline Garcia             | 6:2, 6:1          |
| 2015                         | Raquel Kops-Jones Abigail Spears           | Andrea Hlaváčková Lucie Hradecká        | 6:3, 7:5          |
| 2016                         | Kiki Bertens Johanna Larsson               | Anna-Lena Grönefeld Květa Peschke       | 4:6, 6:2, [10:7]  |
| 2017                         | Kiki Bertens Johanna Larsson               | Natela Dsalamidse Xenia Knoll           | 3:6, 6:3, [10:4]  |
| 2018                         | Kirsten Flipkens Johanna Larsson           | Raquel Atawo Anna-Lena Grönefeld        | 4:6, 6:4, [10:5]  |
| 2019                         | Barbora Krejčíková Kateřina Siniaková      | Barbara Haas Xenia Knoll                | 6:4, 6:3          |
| 2020                         | Arantxa Rus Tamara Zidanšek                | Lucie Hradecká Kateřina Siniaková       | 6:3, 6:4          |
| ↓ Kategorie: 250 ↓           |                                            |                                         |                   |
| 2021                         | Natela Dsalamidse Kamilla Rachimowa        | Wang Xinyu Zheng Saisai                 | 6:4, 6:2          |
| 2023                         | Natela Dsalamidse Viktória Kužmová         | Anna-Lena Friedsam Nadija Kitschenok    | 4:6, 7:5, [12:10] |
| ↓ Kategorie: 500 ↓           |                                            |                                         |                   |
| 2024                         | Sara Errani Jasmine Paolini                | Nicole Melichar-Martinez Ellen Perez    | 7:5, 4:6, [10:7]  |
| 2025                         | Tímea Babos Luisa Stefani                  | Ljudmyla Kitschenok Nadija Kitschenok   | 3:6, 7:5, [10:4]  |